# جینی تی‌وی
جینی تی‌وی (کره‌ای: 지니 TV؛ انگلیسی: Genie TV) که قبلاً اوله تی‌وی (انگلیسی: Olleh TV) نام داشت، یک سرویس آی‌پی تی‌وی است که توسط کی‌تی کورپوریشن، بزرگ‌ترین اپراتور تلفن همراه کره جنوبی، ارائه می‌شود. این سرویس شامل پخش درخواستی برنامه‌های تلویزیونی، فیلم‌ها، برنامه‌های کودکانه، ورزش، مستندها و انیمیشن‌ها است.
در ۴ اکتبر ۲۰۲۲، شرکت کی‌تی سرویس آی‌پی تی‌وی خود را که ۱۱ سال از معرفی برند اوله تی‌وی می‌گذشت، به جینی تی‌وی تغییر نام داد. این تغییر برند بخشی از تلاش‌های جدی این شرکت برای گسترش کسب‌وکار محتوای خود است، زیرا رشد در بخش مخابرات سنتی کاهش یافته است.

## اوله تی‌وی برای پلی‌استیشن ۳
از ۲۰ نوامبر ۲۰۰۷، پس از همکاری کی‌تی و سونی کامپیوتر انترتینمنت، اوله تی‌وی برای دارندگان پلی‌استیشن ۳ در کره جنوبی قابل دسترسی شد. پس از نصب نسخه ۲٫۱۰ سیستم عامل پلی‌استیشن ۳، یک آیکن جدید به نام «TV» در منوی «XMB» ظاهر می‌شود. سپس از کاربر خواسته می‌شود که شرایط خدمات را بپذیرد و پلیر ۱۳ مگابایتی اوله تی‌وی را دانلود کند. اوله تی‌وی همچنین پخش برنامه‌های تلویزیونی اسپانیایی را ارائه می‌دهد و قراردادی با اچ‌دی‌تی‌وی آی‌ان‌سی. برای ورود سه بازار جدید به شبکه پخش اسپانیایی امضا کرده است.